# Ogrodzona (Łęczyca)
Pour les articles homonymes, voir Ogrodzona.
Ogrodzona (prononciation [ɔɡrɔˈd͡zɔna]) est un village de la gmina de Daszyna, du powiat de Łęczyca, dans la voïvodie de Łódź, situé dans le centre de la Pologne.
Il se situe à environ 4 kilomètres au nord de Łęczyca (siège de la gmina), 17 kilomètres au nord de Łęczyca (siège du powiat) et 51 kilomètres au nord-ouest de Łódź (capitale de la voïvodie).
Sa population s'élevait approximativement à 90 habitants en 2006.

## Administration
De 1975 à 1998, le village était attaché administrativement à l'ancienne voïvodie de Płock.

Depuis 1999, il fait partie de la nouvelle voïvodie de Łódź.